# Postigo de San Millán
El postigo de San Millán fue un portillo construido en el siglo xv en la «çerca» de San Millán como portazgo en el camino de Toledo, poco más abajo de la dehesa de la Encomienda. Su situación aproximada, pues no se han encontrado restos, pudo estar en el entorno de la actual plaza de Cascorro, al inicio de la calle de Toledo. Tomó su nombre de la ermita de San Millán convertida más tarde en iglesia.
A pesar de ser una puerta menor de la cerca del Arrabal, en la entonces franja o «banda meridional», al sur de la ciudad medieval, su enclave en el umbral histórico de los barrios gremiales de la zona luego conocida como el Rastro de Madrid, y la feracidad de las vecinas huertas de Francisco Ramírez el Artillero, secretario del rey y esposo de Beatriz Galindo, hicieron de este postigo un paso estratégico en el tráfago comercial de la Villa.